# چی‌ری (تاجیکستان)
چی‌ری (تاجیکستان) (به لاتین: Chiray) یک منطقهٔ مسکونی در تاجیکستان است که در ولایت سغد واقع شده‌است.